# Trịnh Gia Khái
Trịnh Gia Khái (tiếng Trung: 郑家概; sinh tháng 4 năm 1962) là Thiếu tướng Lực lượng Cảnh sát Vũ trang Nhân dân Trung Quốc (PAP). Ông hiện là Ủy viên Ban Thường vụ Đảng ủy Lực lượng Cảnh sát Vũ trang Nhân dân Trung Quốc, Phó Tư lệnh Lực lượng Cảnh sát Vũ trang Nhân dân Trung Quốc. Ông nguyên là Tham mưu trưởng lực lượng này.

## Tiểu sử

### Thân thế
Trịnh Gia Khái sinh tháng 4 năm 1962 tại huyện Thạch Môn, tỉnh Hồ Nam. Ông là con cháu gia tộc tướng quân Trịnh Đỗng Quốc từng là Chủ tịch Chính phủ tỉnh Cát Lâm từ tháng 3 tới tháng 10 năm 1948 thời kỳ Trung Hoa Dân Quốc.

### Giáo dục
Năm 1981 đến năm 1984, Trịnh Gia Khái theo học tại Học viện Lục quân Tín Dương.
Năm 1985, ông được đào tạo 1 năm tại Học viện Tham mưu Lục quân. Năm 1994, ông được đào tạo trung cấp 1 năm tại Học viện Chỉ huy Lục quân Nam Kinh.
Tháng 2 năm 2000 đến tháng 2 năm 2002, ông học tập 2 năm tại Đại học Quốc phòng Trung Quốc và tốt nghiệp nghiên cứu sinh khoa học quân sự.
Tháng 9 năm 2002 đến tháng 3 năm 2003, ông theo học 6 tháng tại Học viện Quân sự Frunze ở Nga và được trao học vị phó tiến sĩ khoa học quân sự.

### Sự nghiệp
Tháng 11 năm 1979, Trịnh Gia Khái đến nhập ngũ tại huyện Tương Thành, Hứa Xương, tỉnh Hà Nam được biên chế vào Đại đội 2, Trung đoàn 173, Sư đoàn 58, Tập đoàn quân 20 Lục quân, Quân khu Tế Nam. Ông từng đảm nhiệm chức vụ Tiểu đội trưởng, Trung đội trưởng, Đại đội trưởng, Tham mưu tác chiến, Trung đoàn trưởng Trung đoàn 173, Tham mưu trưởng Lữ đoàn 58, Lữ đoàn trưởng Lữ đoàn Bộ binh 60, Lữ đoàn trưởng Lữ đoàn 58; Phó Tham mưu trưởng Tập đoàn quân 26 Lục quân, Tham mưu trưởng Tập đoàn quân 26 Lục quân và Phó Tư lệnh Tập đoàn quân 26 Lục quân, Quân khu Tế Nam.
Tháng 5 năm 2010, Trịnh Gia Khái được bổ nhiệm làm Phó Tư lệnh kiêm Tham mưu trưởng Tập đoàn quân 20 Lục quân, Quân khu Tế Nam. Tháng 7 năm 2011, ông được phong quân hàm Thiếu tướng. Tháng 4 năm 2015, ông được bổ nhiệm làm Phó Tham mưu trưởng Quân khu Tế Nam. Năm 2016, ông được bổ nhiệm làm Tham mưu trưởng Lục quân trực thuộc Chiến khu Bắc bộ Quân Giải phóng Nhân dân Trung Quốc.
Tháng 9 năm 2017, Trịnh Gia Khái được bổ nhiệm giữ chức vụ Tham mưu trưởng Lực lượng Cảnh sát Vũ trang Nhân dân Trung Quốc đồng thời cải phong quân hàm Thiếu tướng Lục quân thành cảnh hàm Thiếu tướng Cảnh sát Vũ trang. Ngày 5 tháng 2 năm 2018, tại Hội nghị toàn thể lần thứ nhất của Ủy ban Lực lượng Cảnh Vũ trang Nhân dân Trung Quốc Đảng Cộng sản Trung Quốc khóa III, Trịnh Gia Khái được bầu làm Ủy viên Ban Thường vụ Đảng ủy Lực lượng Cảnh sát Vũ trang Nhân dân Trung Quốc. Tháng 4 năm 2020, ông được bổ nhiệm làm Phó Tư lệnh Lực lượng Cảnh sát Vũ trang Nhân dân Trung Quốc.